# Aaron Mokoena
Aaron Tebomo Mokoena (Joanesburgo, 25 de novembro de 1980) é um ex-futebolista sul-africano que atuava como zagueiro. Participou da Copa do Mundo de 2002 e da Copa do Mundo de 2010, sendo o capitão da seleção em 2010.

## Carreira
Atuou maior parte da carreira no futebol belga e inglês, sendo pela seleção o recordista de jogos com 107 jogos e 1 gol entre 1999 e 2010.
Mokoena representou a Seleção Sul-Africana de Futebol, nas Olimpíadas de 2000. 
Encerrou a carreira no final de 2013 no futebol sul-africano.